# Иванов, Альберт Анатольевич
Альберт Анатольевич Иванов (род. 5 июня 1938, Ожерелье, Московская область) — советский и российский писатель, киносценарист, поэт, автор текстов песен.

## Биография

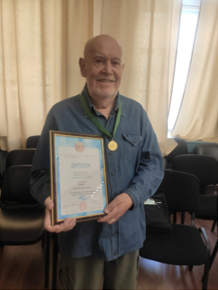
Писателю Альберту Иванову вручили медаль премии «Литературный олимп», 2023 год Москва

Родился 5 июня 1938 года в Ожерелье в семье учителей. Отец, Анатолий Алексеевич Иванов, преподавал русский язык и литературу. Мать, Таисия Георгиевна Малыхина, кандидат исторических наук, вела историю КПСС. Вскоре после рождения сына семья переехала в Воронеж, где Таисия Георгиевна вышла замуж за Евгения Соловьёва — отца Татьяны Михалковой, которая, таким образом, приходится Альберту единоутробной сестрой.
Писать начал ещё в школе, с 5 класса. Окончил филологический факультет Воронежского государственного университета (1960).  Из Воронежа Альберт Иванов переехал в Москву. В 1966 году получил второе высшее образование, окончив сценарный факультет Всесоюзного государственного института кинематографии (1966). Он продолжил писать повести, рассказы, сказки для детей и киносценарии. Несколько лет проработал редактором на киностудии «Мосфильм». По сценариям Альберта Иванова (некоторые — в соавторстве) были сняты кинофильмы: «Двое, которые помнили…», «Свистать всех наверх!», «Три дня в Москве», «Поговорим, брат...» и другие. Широкую известность автору принесли книги о послевоенном детстве: «Билет туда и обратно» (1976), «Настойчивая погода» (1985) «Февраль — дорожки кривые» (1988), «Деревянный хлеб» (2010). Не совсем детская повесть «Старая немецкая сказка, или Игра в войну», напечатанная в 2006 году в журнале «Новый мир», а затем изданная отдельной книгой, впервые рассказала о жизни русских ребят после войны в побеждённой Германии, в советской зоне оккупации.
Наиболее известными в творчестве Иванова стали сказки. Для малышей дошкольного возраста написаны повести-сказки «Лилипут — сын великана» и «Яблоко с ботиночным шнурком» (обе — 1993). В 1975 году в издательстве «Малыш» вышла сказка «Приключения Хомы», давшая начало самому популярному циклу А. Иванова о непоседливых друзьях — хомяке Хоме и Суслике, попадающих в забавные истории. Автор написал около трёхсот сказок, которые были опубликованы в многочисленных сборниках. Также истории Хомы и Суслика можно увидеть в мультипликационных фильмах. В 2004 году Альберт Анатольевич Иванов был избран действительным членом Академии российской словесности, затем — членом Президиума этой организации, а в 2008 году он избран действительным членом Академии российской литературы. Награждён Пушкинской медалью «Ревнителю просвещения».
В 2023 году награжден медалью премии «Литературный олимп». Диплом и медаль Литературно‑общественной Премии «Литературный Олимп» в торжественной обстановке писателю вручил член Правления МГО СПР Иван Юрьевич Голубничий. Ответственный секретарь МГО СПР Марина Анатольевна Замотина от имени организации поздравила писателя с замечательным юбилеем — 85‑летием со дня рождения, отметив, что книги Альберта Иванова любимы читателями всех возрастов.

## Фильмография

### Сценарист

#### Мультипликация
- 1978 — Приключения Хомы
- 1979 — Страшная история
- 1980 — Весёлая карусель № 11. Погоня
- 1980 — Хитрая ворона
- 1981 — Раз — горох, два — горох…
- 1983 — Неудачники
- 1985 — Крылья, ноги и хвосты
- 1985 — Кубик № 2. Зайца не видали?
- 1986 — Сказка десятого этажа
- 1989 — Клетка
- 1990 — Весёлая карусель № 21. Стихи с бегемотами
- 1992 — Куплю привидение
- 2005—2012 — Удивительные приключения Хомы (мультсериал):
  - 2005 — Как Хома и суслик не разлучались
  - 2007 — Как Хома свою нору искал
  - 2007 — Как Хома звёзды спасал
  - 2008 — Как Хома рыбу ловил
  - 2008 — Как друзья Хому лечили
  - 2009 — Как Хома страшные истории рассказывал
  - 2009 — Как Хома Суслика покупал
  - 2010 — Как Хома Зайца бегать учил
  - 2010 — Как Хома Новый год встречал
  - 2011 — Как Хома с медвежонком играл
  - 2011 — Как Хома голос волку вернул
  - 2012 — Как Хома Суслика не замечал
  - 2012 — Как Хома тишины захотел

#### Игровое кино
- 1967 — Двое, которые помнили… (короткометражный)
- 1968 — Семь стариков и одна девушка
- 1970 — Свистать всех наверх!
- 1974 — Три дня в Москве
- 1978 — Поговорим, брат…
- 1983 — Дело за тобой
- 1983 — Обман
- 1987 — Раз на раз не приходится

### Текст песни

#### Мультипликация
- 1976 — Шкатулка с секретом
- 1981 — Кот Котофеевич
- 1982 — Лиса Патрикеевна
- 1983 — Волчище — серый хвостище

## Награды и премии
- 1962 год, «Лестница» — Гран-при «Золотая нимфа» в Монако[8].
- 1968 год, «Семь стариков и одна девушка» — Гран-при кинофестиваля ЮНЕСКО в Варне (Болгария)[8].
- 1986 год, Крылья, ноги и хвосты — Диплом на VII МКФ в Загребе (СФРЮ)[9]
- Пушкинская медаль «Ревнителю просвещения».
- 2023 год, Медаль премии «Литературный олимп»[10]